# 约瑟夫·道奇
约瑟夫·道奇（英語：Joseph Murrel Dodge，1890年11月18日—1964年12月2日），美国芝加哥银行主席，曾第二次世界大战后日本和德国经济政策顾问，制定了＂道奇路线＂，使日本和德国经济逐步恢复稳定，为日后发展奠定基础。